# Hemimyzon ecdyonuroides
Hemimyzon ecdyonuroides är en fiskart som beskrevs av Jörg Freyhof och Ferdinand Gottfried Theobald Maximilian von Herder 2002. Hemimyzon ecdyonuroides ingår i släktet Hemimyzon och familjen grönlingsfiskar. IUCN kategoriserar arten globalt som otillräckligt studerad. Inga underarter finns listade i Catalogue of Life.